# Charles Lapworth
Charles Lapworth, född 20 september 1842 i Faringdon, Berkshire, död 13 mars 1920, var en engelsk paleontolog och grundare av den brittiska graptolit-biostratigrafin. Lapworth hade först ambitionen att bli lärare, och intresset för Sir Walter Scott och dennes association med det skotska gränslandet, fick Lapworth att börja sin första lärartjänst i Galashiels. Han hade sedan tidigare dålig hälsa och hans läkare rådde honom att tillbringa tid i friska luften. Detta väckte hans intresse för geologi och han började sin långa och utmärkande karriär med geologin i Southern Uplands genom en detaljerad undersökning av området runt Galashiels, som publicerades 1870. 
Redan tidigt i sin geologiska karriär lade Lapworth märke till graptoliter som ett biostratigrafiskt verktyg. 1872 publicerade han den klassiska artikeln The Moffat Series. Genom att för första gången beskriva den detaljerade användbarheten av graptoliter kunde han tolka om den komplexa geologiska utvecklingen i Southern Uplands. Det Lapworth upptäckte var att vissa graptoliter enbart förekom i vissa geologiska lager och att de konsekvent uppträder i en bestämd stratigrafisk ordning. Detta ledde till att Lapworth etablerade ett antal biostratigrafiska graptolitzoner, som till stor del används fortfarande.
Lapworth arbetade inte enbart med graptoliter, utan hans arbete bidrog också till öka förståelsen för geologin i nordvästra Skottland. Det var också Lapworth som 1879 introducerade den geologiska perioden ordovicium, eller det ordoviciska systemet som det kallades vid den tiden.
Lapworth fick ett flertal utmärkelser för sitt excellenta arbete, däribland Bigsbymedaljen 1887, Royal Medal 1891 och Wollastonmedaljen 1899. År 1888 blev han invald som fellow i Royal Society. När han pensionerades var han professor i geologi och fysiografi vid University of Birmingham. Till minne av Lapworth finns där idag Lapworth Museum, ett museum av den äldre stilen med geologi i fokus.